# Liste der Kulturdenkmäler in Bendorf
In der Liste der Kulturdenkmäler in Bendorf sind alle Kulturdenkmäler der rheinland-pfälzischen Stadt Bendorf einschließlich der Stadtteile Mülhofen, Sayn und Stromberg aufgeführt. Grundlage ist die Denkmalliste des Landes Rheinland-Pfalz (Stand: 27. Oktober 2023).

## Bendorf

### Denkmalzonen
| Bezeichnung                    | Lage                                     | Baujahr   | Beschreibung | Bild                           |
| ------------------------------ | ---------------------------------------- | --------- | --- | ------------------------------ |
| Denkmalzone Bachstraße         | Bachstraße 42–44 und 51–55 Lage          | nach 1743 | Putzbauten mit Walmdach (außer Nr. 55), nach dem Brand von 1743 größtenteils von Maurermeister Braunstein errichtet | Fotos hochladen                |
| Denkmalzone Jüdischer Friedhof | östlich der Stadt im Wenigerbachtal Lage | um 1700   | um 1700 angelegt; 116 Grabsteine ab 1819                                                                            | weitere Bilder Fotos hochladen |

### Einzeldenkmäler
| Bezeichnung                | Lage                                          | Baujahr                            | Beschreibung | Bild                           |
| -------------------------- | --------------------------------------------- | ---------------------------------- | --- | ------------------------------ |
| Wand                       | Bachstraße 36 Lage                            | 17. Jahrhundert                    | Fachwerkwand, 17. Jahrhundert | Fotos hochladen                |
| Wohn- und Geschäftshaus    | Bahnhofstraße 31 Lage                         | um 1900                            | Backsteinbau, Eckerker und -turm, um 1900 | Fotos hochladen                |
| Villa                      | Bahnhofstraße 42 Lage                         | um 1900                            | Backsteinvilla, teilweise Fachwerk, um 1900 | Fotos hochladen                |
| Wohn- und Geschäftshaus    | Concordiastraße 3 Lage                        | um 1900                            | Backsteinbau, um 1900 | Fotos hochladen                |
| Schulhaus                  | Engerser Straße 37 Lage                       |                                    | Basaltbruchsteinhaus, Altan; Remise, teilweise Fachwerk; Gesamtanlage | Fotos hochladen                |
| Villa                      | Engerser Straße 47 Lage                       | um 1900                            | Backsteinvilla, zinnenbesetzter Treppenturm, um 1900 | Fotos hochladen                |
| Grabmäler                  | Hauptstraße, auf dem Friedhof Lage            | Mitte des 19. Jahrhunderts         | gusseiserne Grabkreuze und Grabplatten, Sayner Hütte, Mitte des 19. Jahrhunderts; Grabmale, Stele, 1877 | weitere Bilder Fotos hochladen |
| Wohn- und Geschäftshaus    | Hauptstraße 25 Lage                           | zweite Hälfte des 19. Jahrhunderts | spätklassizistischer Bruchsteinbau, zweite Hälfte des 19. Jahrhunderts | Fotos hochladen                |
| Wohnhaus                   | Hauptstraße 56 Lage                           | 1907                               | Backsteinbau, reiche Jugendstilornamentik, gusseisenvergitterter Kniestock, bezeichnet 1907 | Fotos hochladen                |
| Portal                     | Hauptstraße, an Nr. 79 Lage                   | 1793                               | Portal, bezeichnet 1793 | Fotos hochladen                |
| Kriegerdenkmal             | Hauptstraße, gegenüber Nr. 97 Lage            |                                    | Reiterstatue | weitere Bilder Fotos hochladen |
| Wohn- und Geschäftshäuser  | Hauptstraße 115–119 Lage                      | um 1850                            | Nr. 115: Bruchsteinbau, zweite Hälfte des 19. Jahrhunderts; Nr. 117: spätklassizistischer Bruchsteinbau; Nr. 119: spätklassizistischer Tuffquaderbau, um 1850 | BW                             |
| Wohnhaus                   | Hauptstraße 140 Lage                          | 1884                               | Backsteinbau, bezeichnet 1884 | Fotos hochladen                |
| Rathaus                    | Im Stadtpark 1 und 2 Lage                     | um 1900                            | zwei spiegelbildliche Backsteinbauten, um 1900; Gesamtanlage mit Park | weitere Bilder Fotos hochladen |
| Gasthaus Vater Rhein       | Kirchplatz 9 Lage                             | 1757                               | Putzbau (Fachwerk?), bezeichnet 1757 | Fotos hochladen                |
| Bücherei                   | Kirchplatz 9b Lage                            | 1847/48                            | ehemaliges katholisches Schulhaus; dreigeschossiger lisenengegliederter Putzbau, Treppengiebel, 1847/48, Architekt Ferdinand Nebel | Fotos hochladen                |
| Reichardsmünster           | Kirchplatz 20 Lage                            | um 1204                            | Evangelische Kirche und Katholische Kirche St. Medardus - Evangelische Kirche: dreischiffige spätromanischer Basilika, um 1204, 1944 größtenteils zerstört, Neubau 1954–56, Architekt Wolfgang Mentzel unter Erhalt der romanischen Apsis mit Chorquadrat, südlichem Chorturm und Teilen der südlichen Langhauswand - Katholische Kirche: neugotische Basilika, 1864–67, Architekt Ferdinand Nebel, Koblenz - außen: gotische Grabplatte | weitere Bilder Fotos hochladen |
| Wohnhaus                   | Luisenstraße 21 Lage                          | Anfang des 20. Jahrhunderts        | stattlicher Backsteineckbau, Anfang des 20. Jahrhunderts; ortsbildprägend | Fotos hochladen                |
| Haus des Kindes            | Mühlenstraße 7 Lage                           | 1890                               | ehemalige Schule; dreigeschossiger Backsteinbau, bezeichnet 1890; bauliche Gesamtanlage | Fotos hochladen                |
| Villa                      | Mühlenstraße 16 Lage                          | Mitte des 19. Jahrhunderts         | Bruchsteinvilla, Mitte des 19. Jahrhunderts | Fotos hochladen                |
| Eisenröstöfen              | Remystraße Lage                               | Mitte des 19. Jahrhunderts         | Eisenröstöfen, Mitte des 19. Jahrhunderts | Fotos hochladen                |
| Remy’sches Anwesen         | Rheinstraße 1 Lage                            | Mitte des 19. Jahrhunderts         | spätklassizistisches Landhaus, Mitte des 19. Jahrhunderts; parkartiger Garten samt Einfriedungsmauer, Hoftor und Nebengebäude; Torgitterbekrönung, bezeichnet 1753; bauliche Gesamtanlage | Fotos hochladen                |
| Remy’sches Haus            | Untere Vallendarer Straße 19 Lage             | 1747                               | barocker Mansardwalmdachbau, bezeichnet 1747, Freitreppe bezeichnet 1748 | weitere Bilder Fotos hochladen |
| Wohnhaus                   | Untere Vallendarer Straße 20/22 Lage          | 1761                               | dreigeschossiger Putzbau, bezeichnet 1761, eventuell im 19. Jahrhundert verändert und erweitert | Fotos hochladen                |
| Evangelischer Gemeindesaal | Untere Vallendarer Straße 21 Lage             | 1775                               | spätbarocker Walmdachbau, bezeichnet 1775 | weitere Bilder Fotos hochladen |
| Wohnhaus                   | Untere Vallendarer Straße 84 Lage             | um 1900                            | Backsteinbau, teilweise Fachwerk, um 1900 | Fotos hochladen                |
| Albrechtshof               | östlich der Stadt Lage                        | 1868                               | Hofanlage; spätklassizistischer Putzbau, bezeichnet 1868 | BW                             |
| Limeswachturm              | nordöstlich der Stadt auf dem Pulverberg Lage | 1912                               | Limeswachturm Wp 1/54; Rekonstruktion von 1912 eines Wachtturms des obergermanisch-rätischen Limes mit Palisade, Wall und Graben; zweite Rekonstruktion eine Limeswachtturms nach dem Limesturm Wp 2/1 bei Bad Ems; zugehörig sogenannte Löschke-Ruhe, benachbart Fundamentreste des originalen Turmes, 2. und 3. Jahrhundert n. Chr. | weitere Bilder Fotos hochladen |

## Mülhofen

### Einzeldenkmäler
| Bezeichnung     | Lage                 | Baujahr | Beschreibung                                                                      | Bild            |
| --------------- | -------------------- | ------- | --------------------------------------------------------------------------------- | --------------- |
| Concordia-Hütte | Hüttenstraße 33 Lage | 1838    | ehemaliges Hochofengebäude; Bruchsteinbau mit zwei sich kreuzenden Schiffen, 1838 | Fotos hochladen |

### Ehemalige Kulturdenkmäler
| Bezeichnung                        | Lage                          | Baujahr | Beschreibung                                                                              | Bild            |
| ---------------------------------- | ----------------------------- | ------- | ----------------------------------------------------------------------------------------- | --------------- |
| Denkmalzone Zwölf-Apostel-Siedlung | Am Röttchenshammer 22–47 Lage | 1878    | Werkssiedlung der Concordia-Hütte; Putzbauten, bezeichnet 1878; aus Denkmalliste gelöscht | Fotos hochladen |

## Sayn

### Denkmalzonen
| Bezeichnung                                                             | Lage                     | Baujahr         | Beschreibung | Bild                           |
| ----------------------------------------------------------------------- | ------------------------ | --------------- | --- | ------------------------------ |
| Denkmalzone Alt-Sayn                                                    | Lage                     |                 | kennzeichnendes Ortsbild und kennzeichnender Ortsgrundriss zwischen dem Fuß des Burgberges und dem Verlauf des Brexbaches einschließlich der erhaltenen Teile der historischen Stadtmauer entlang des Baches | Fotos hochladen                |
| Denkmalzone Burg Sayn                                                   | Am Burgberg Lage         | um 1200         | Burgruine; Hauptburg mit vier- und innen fünfeckigem Bergfried, Schildmauer, Hofseite; freigelegte Burgkapelle: romanische Doppelkapelle, um 1200, mit Resten eines mittelalterlichen Zierfußboden; Vorburg mit tiefer gelegenen Burgmannenhäusern, sogenanntes Reiffenbergsches Burghaus und Von Steinscher Sitz; die die einzelnen Burgbereiche miteinander verbindenden Mauern setzen sich in der Ortsbefestigung fort | weitere Bilder Fotos hochladen |
| Denkmalzone Prämonstratenserabtei St. Maria und St. Johannes Evangelist | Abteistraße 126–132 Lage | 13. Jahrhundert | ehemalige Prämonstratenserabtei: - Katholische Pfarrkirche Maria Himmelfahrt; spätgotischer Chor 1440–54, spätromanische Ostteile bis nach 1220, barocker Turm 1731–33, ornamentale Außenbemalung, wohl nach 1256; - Klostergebäude: Kreuzgang, sieben Joche, um 1230; Brunnenhaus, darüber Bibliothek 1708; romanisches Brunnenbecken; barocke Klosterbauten: Westflügel 1668, 1718 verändert, Prälatur bezeichnet 1718; - auf dem Friedhof: acht gusseiserne Kreuze, 19. Jahrhundert, 23 steinerne Grabkreuze, 18. und 19. Jahrhundert; Friedhofskapelle, Fachwerk, 18. Jahrhundert, darin Kreuzigungsgruppe, zweite Hälfte des 15. Jahrhunderts (Kreuz jünger) Gesamtanlage mit Bach mit Mauer und barocker Nepomukfigur, Brücke über den Bach | weitere Bilder Fotos hochladen |
| Denkmalzone Schloss Sayn                                                | Abteistraße 1 Lage       | vor 1500        | zwei- und dreigeschossiger Zweiflügelbau, im Kern mittelalterlich, seit 1500 Burghaus der Herren von Reiffenberg, 1757 barockisiert, 1848–50 neugotisch umgestaltet, Architekt Alphonse François Joseph Girard - Ostflügel 1861–63, Architekt Hermann Nebel, Koblenz, 1945 zerstört, bis 2000 Wiederaufbau - zweigeschossiger Trakt an der Abteistraße älter, Obergeschoss mit gusseisernen Kreuzstockfenstern, Dachgauben mit gusseisernem Maßwerk aus der benachbarten Hütte - viergeschossiger Schlossturm, Torturm der Ortsbefestigung mit spätgotischem Kielbogenportal, 1757 erweitert, Mansarddach mit barocker Laterne - Schlosskapelle St. Barbara und Elisabeth, Doppelkapelle französischen Typs: neugotischer Tuffquaderbau mit gusseisernem Dachreiter, 1860–62, Architekt Hermann Nebel, mit Ausstattung - Schlosspark: englische Parkanlage; spätbarockes Gartenhaus; neugotischer Kreuzweg, Gusseisen, Sayner Hütte, 19. Jahrhundert; Heiligenhäuschen mit barockem Vesperbild | weitere Bilder Fotos hochladen |
| Denkmalzone Stadtmauer                                                  | Lage                     |                 | Reste der Stadtbefestigung zum Brexbach erhalten | weitere Bilder Fotos hochladen |
| Denkmalzone Jüdischer Friedhof                                          | südlich des Ortes Lage   | nach 1723       | nach 1723 angelegt; 100 bis 200 Grabstelen ab 1832 | weitere Bilder Fotos hochladen |

### Einzeldenkmäler
| Bezeichnung                          | Lage                                                                  | Baujahr                                       | Beschreibung | Bild                                    |
| ------------------------------------ | --------------------------------------------------------------------- | --------------------------------------------- | --- | --------------------------------------- |
| Grabmäler und Friedhofskreuz         | Abteistraße, auf dem Neuen Friedhof Lage                              | 19. Jahrhundert                               | Grab, Grabkreuz, Friedhofskreuz, gusseiserne Grabeinfassungen; gusseisernes Grabkreuz, Sayner Hütte, 19. Jahrhundert; gusseisernes Friedhofskreuz, Sayner Hütte, 19. Jahrhundert | weitere Bilder Fotos hochladen          |
| Leonilla-Stift                       | Abteistraße 10 Lage                                                   | 1883                                          | Backsteinbau, 1883 | Fotos hochladen                         |
| Pestkapelle St. Sebastian und Rochus | Abteistraße 26 Lage                                                   | nach 1666                                     | Saalbau, nach 1666; Pestkreuz, bezeichnet 1783 | weitere Bilder Fotos hochladen          |
| Wohn- und Geschäftshaus              | Abteistraße 28 Lage                                                   | 1763                                          | Krüppelwalmdachbau, bezeichnet 1763 | Fotos hochladen                         |
| Wohnhaus                             | Abteistraße 32 Lage                                                   | 1624                                          | Fachwerkhaus, teilweise massiv, bezeichnet 1624, eher vom Ende des 17. Jahrhunderts | Fotos hochladen                         |
| Wohnhaus                             | Abteistraße 36 Lage                                                   | Mitte des 17. Jahrhunderts                    | Fachwerkhaus, teilweise massiv, Mitte des 17. Jahrhunderts | Fotos hochladen                         |
| Wohnhaus                             | Abteistraße 38 Lage                                                   | um 1900                                       | mehrfarbiger Backsteinbau, um 1900 | Fotos hochladen                         |
| Bildstock                            | Abteistraße, bei Nr. 73 Lage                                          | 18. Jahrhundert                               | Bildstock, 18. Jahrhundert | Fotos hochladen                         |
| Villa                                | Althansweg 1 Lage                                                     | zweite Hälfte des 19. Jahrhunderts            | Direktorenvilla; spätklassizistischer Putzbau, zweite Hälfte des 19. Jahrhunderts | Fotos hochladen                         |
| Sayner Hütte                         | Althansweg, In der Saynerhütte, Koblenz-Olper-Straße 184 und 188 Lage | 1769/70                                       | 1769/70 durch den Trierer Kurfürsten Clemens Wenzeslaus gegründet, 1926 Stilllegung der Hütte; bauliche Gesamtanlage, meist Bruch- und Backsteinbauten, 18. bis 20. Jahrhundert: unter anderem Gießhalle als Eisenkonstruktion samt Hochofenkomplex (In der Saynerhütte 10, 1828–30), Verwaltungsgebäude (1769), Werkstatt und Wohnhaus (1818), Magazingebäude (um 1830), Direktorenwohnhaus (In der Saynerhütte 1, nach 1865), Maschinenfabrik (In der Sayner Hütte 4), Modellschuppen (Fl. 2 Flst. 53/35, nach 1865), Turbinenhaus (In der Saynerhütte 12, um 1900), Kutscherhaus (Althansweg 2, um 1900); wasserbauliche Anlagen: Obergraben, Untergraben; Torpfeiler mit Adlerfiguren | weitere Bilder Fotos hochladen          |
| Wohnhaus                             | Berliner Straße 2 Lage                                                | 19. Jahrhundert                               | Bruchsteinbau, Krüppelwalmdach, 19. Jahrhundert | Fotos hochladen                         |
| Wohnhaus                             | Brexstraße 11 Lage                                                    | 17. oder 18. Jahrhundert                      | Putzbau, 17. oder 18. Jahrhundert | Fotos hochladen                         |
| Wohnhaus                             | Brexstraße 42 Lage                                                    | 18. Jahrhundert                               | Fachwerkhaus, teilweise massiv, verputzt, 18. Jahrhundert | Fotos hochladen                         |
| Brunnen                              | Brexstraße, Ecke Abteistraße Lage                                     | Mitte des 19. Jahrhunderts                    | neugotischer Brunnen mit Schwengelpumpe, Gusseisen, Sayner Hütte, Mitte des 19. Jahrhunderts | weitere Bilder Fotos hochladen          |
| Heinsmühle                           | Hellenpfad 132 Lage                                                   | 18. Jahrhundert                               | Mühlenanlage mit Wasserrad, 18. Jahrhundert | Fotos hochladen                         |
| Gießhalle der Sayner Hütte           | In der Saynerhütte ohne Nummer Lage                                   | 1824–30                                       | älteste gusseiserne Hallenkonstruktion Europas; dreischiffige Säulenbasilika, 1824–30, Architekt Königlicher Baurat Carl Ludwig Althans, 1844 Verlängerung und Erweiterung, 1874 Erweiterung durch Querbau | weitere Bilder Fotos hochladen          |
| Wasserwerk                           | In der Saynerhütte ohne Nummer                                        |                                               | Wasserwerk mit Pumpstation | Direkt Bild zu diesem Denkmal hochladen |
| Werkshalle                           | In der Saynerhütte ohne Nummer Lage                                   | um 1900                                       | Krupp’sche Halle. Backsteinbau, um 1900 | weitere Bilder Fotos hochladen          |
| Hüttengebäude                        | In der Saynerhütte 6 Lage                                             | 18. Jahrhundert                               | Fachwerkhaus, teilweise massiv, abgewalmtes Mansarddach, 18. Jahrhundert | weitere Bilder Fotos hochladen          |
| Hüttengebäude                        | In der Saynerhütte 8 Lage                                             | 18. Jahrhundert                               | Mansardwalmdachbau, 18. Jahrhundert | weitere Bilder Fotos hochladen          |
| Wohnhaus                             | Klostergasse 1 Lage                                                   | Ende des 17. oder Anfang des 18. Jahrhunderts | Fachwerkhaus, teilweise massiv, Ende des 17. oder Anfang des 18. Jahrhunderts; Bruchsteinbau, 19. Jahrhundert | Fotos hochladen                         |
| Villa                                | Koblenz-Olper-Straße 15 Lage                                          | Anfang des 20. Jahrhunderts                   | späthistoristische Villa, Garten, Gartenhäuschen und Gartenmauer, Anfang des 20. Jahrhunderts; Gesamtanlage | Fotos hochladen                         |
| Villa                                | Koblenz-Olper-Straße 21 Lage                                          | 1910er Jahre                                  | Villa, Heimatstil, 1910er Jahre; Gesamtanlage mit Einfassung | Fotos hochladen                         |
| Wohnhaus                             | Koblenz-Olper-Straße 23 Lage                                          | Mitte des 19. Jahrhunderts                    | spätklassizistischer Putzbau, Mitte des 19. Jahrhunderts | Fotos hochladen                         |
| Kemperhof                            | Koblenz-Olper-Straße 39 Lage                                          | 1870                                          | Don Bosco Elessiana, ehemalige Jakobische Heilanstalt für Nerven- und Gemütskranke, 1870; Putzbau mit Eckrisaliten und Pilastern, Wintergarten; Don-Bosco-Schule, dreigeschossiger Putzbau, zweite Hälfte des 19. Jahrhunderts; Parkanlage; bauliche Gesamtanlage | Fotos hochladen                         |
| Villa Sayn                           | Koblenz-Olper-Straße 109/111 Lage                                     | 1863                                          | neubarocker Putzbau, 1863, rückwärtig klassizistischer Bau | Fotos hochladen                         |
| Wohnhaus                             | Koblenz-Olper-Straße 169 Lage                                         | Mitte des 19. Jahrhunderts                    | dreigeschossiger Putzbau, Mitte des 19. Jahrhunderts | Fotos hochladen                         |
| Maschinenfabrik                      | Koblenz-Olper-Straße 175 Lage                                         | 1839                                          | ehemalige Maschinenfabrik des Freiherrn von Bleul, später Krupp’sches Erholungsheim; vierzehnachsiger Bruchsteinbau mit dreiachsigem Mittelrisalit, 1839 | weitere Bilder Fotos hochladen          |
| Gasthaus                             | Koblenz-Olper-Straße 179 Lage                                         | zweites Viertel des 19. Jahrhunderts          | ehemaliges Gasthaus Alte Post; Putzbau mit geschwungenem Giebel, Anbauten, zweites Viertel des 19. Jahrhunderts | Fotos hochladen                         |
| Grabmal                              | Koblenz-Olper-Straße, Ecke Brückenstraße Lage                         | 19. Jahrhundert                               | Gedenkstele des Fürsten Ludwig zu Sayn-Wittgenstein-Sayn; gusseiserne Stele, 19. Jahrhundert | weitere Bilder Fotos hochladen          |
| Wohnhäuser                           | Mittelgasse 6/8 Lage                                                  | spätes 17. Jahrhundert                        | Nr. 6 Fachwerkhaus, teilweise massiv, Nr. 8 Fachwerkhaus verputzt, spätes 17. Jahrhundert | Fotos hochladen                         |
| Denkmal                              | Schlossstraße, Ecke Heinzenweg Lage                                   | 1889                                          | Denkmal Kaiser Wilhelms I.; 1889, Bildhauer F. L. Völker, Dresden; Kanonen, Sayner Hütte, Anfang des 19. Jahrhunderts | weitere Bilder Fotos hochladen          |

## Stromberg

### Einzeldenkmäler
| Bezeichnung | Lage               | Baujahr | Beschreibung                                     | Bild                           |
| ----------- | ------------------ | ------- | ------------------------------------------------ | ------------------------------ |
| Schulhaus   | Schulstraße 1 Lage | um 1900 | ehemalige Schule; Schieferbruchsteinbau, um 1900 | weitere Bilder Fotos hochladen |